# 舊基利亞鄉
45°25′N 29°17′E / 45.417°N 29.283°E
舊基利亞鄉（羅馬尼亞語：Comuna Chilia Veche, Tulcea），是羅馬尼亞的鄉份，位於該國東南部，由圖爾恰縣負責管轄，面積534平方公里，海拔高度5米，2002年人口2,496，人口密度每平方公里5人。